# Florentino Pérez Embid
Florentino Pérez-Embid Tello (Aracena, 12 de julio de 1918-Madrid, 23 de diciembre de 1974) fue un historiador, académico, gestor de plataformas culturales y político español. Fue director general de Propaganda (1951-1952), de Información (1952-1957) y de Bellas Artes (1968-1974) durante el régimen del general Francisco Franco, en cuyo seno propugnó la restauración monárquica.

## Biografía
Florentino Pérez Embid nació en Aracena, provincia de Huelva, en 1918. A pesar de la temprana muerte de su padre, Florentino recordó felizmente su infancia y juventud en Aracena, gracias a la influencia y enseñanzas de su madre. Estudió en varias escuelas y finalmente completó el bachillerato antes de matricularse en la universidad.

### Universitario: estudiante y catedrático
Florentino Pérez Embid destacó como estudiante de Filosofía y Letras en la Universidad de Sevilla, donde se centró en el estudio del Arte. Durante sus años como estudiante, y luego docente, Pérez Embid redescubrió Sevilla, a la que denominó su paraíso terrenal. Su trayectoria está marcada por un profundo vínculo con esta ciudad.  
En la convulsa década de los treinta, presenció la revolución de Asturias y Barcelona (1934). Durante la Guerra civil española (1936-1939) se unió a las unidades falangistas del bando sublevado y combatió en los frentes de Andalucía y Extremadura. 
Después de la guerra, se licenció con premio extraordinario (1940) y fue profesor auxiliar de Historia del Arte en la Universidad de Sevilla (1940-1942). Su trayectoria dio un giro significativo al conocer al catedrático Vicente Rodríguez Casado, quien influyó en sus proyectos e investigaciones. Pérez Embid abandonó las clases de Historia del Arte para dedicarse a la Historia del Descubrimiento y Conquista de América. De hecho, destacó su participación en la creación y docencia en la Escuela de Estudios Hispano-Americanos en la Universidad de Sevilla. Fue catedrático de Descubrimientos Geográficos, primero en la Universidad de Sevilla (1949) y luego en la Universidad de Madrid (1950).
En el año 1943, se unió al Opus Dei.

### Político y gestor de empresas culturales
En la década de los años cuarenta, colaboró con el joven monárquico e historiador Rafael Calvo Serer en la gestación del movimiento Arbor, denominado así por la revista cultural del mismo nombre, propiedad del Consejo Superior de Investigaciones Científicas (CSIC), que orientaron intelectualmente. Ambos pretendieron que el régimen del general Francisco Franco diera paso a una restauración monárquica en la persona de don Juan de Borbón.

#### Editorial Rialp
En el otoño de 1946, puso en marcha un encargo de Josemaría Escrivá. Se trataba de comenzar una nueva editorial: la editorial Rialp. Florentino, que fue el primer director de la editorial, participó en la instalación de su primera sede en el centro del Opus Dei situado en la calle Españoleto, 24. Pretendía publicar libros de temática variada y presentación atractiva. Para ello contó con la ayuda de dos redactores: el filósofo, teólogo y químico, recién ordenado sacerdote, Raimon Panikkar, y el catedrático de Filosofía de la Historia, Rafael Calvo Serer. Al primero le encomendó la creación y dirección de una colección de libros de espiritualidad llamada Patmos, y al segundo una colección de libros sobre temas de actualidad, llamada Biblioteca de Pensamiento Actual.

#### Cargos políticos
A partir de los años cincuenta, desempeñó los cargos de director general de Propaganda (1951-1952) y de director general de Información (1952-1957). Además, entre 1951 y 1956 presidió el Ateneo de Madrid.
Fue consejero nacional de Educación (1953-1963) y, asimismo, procurador en las Cortes franquistas (1958-1967). Miembro del Consejo Privado del Conde de Barcelona. Entre los monárquicos, fue un destacado promotor de la corriente juanista que colaboró con el régimen de Franco. Así, participó en iniciativas como la Asociación de Amigos de Maeztu o la revista Reino.
Fundó las revistas Ateneo y Atlántida: revista de pensamiento actual (1963) Fue presidente del consejo de administración del diario El Alcázar (1958-1962), y participó en los inicios de la agencia Europa Press. Dirigió la colección "Forjadores del mundo contemporáneo" de la editorial Planeta. Mantuvo cargos directivos en algunas de las publicaciones ya mencionadas, como Arbor y Atlántida, así como, entre otras, Cuadernos Hispanoamericanos. Ingresó en la Real Academia de Bellas Artes de San Fernando el 12 de diciembre de 1972 con la lectura de Pedro Millán y los orígenes de la escultura en Sevilla.
Sus últimos cometidos políticos, siempre a caballo entre el gobierno y la cultura, consistieron en la Dirección general de Bellas Artes (1968-1974) y el rectorado de la Universidad Internacional Menéndez Pelayo de Santander (1968-1974).
Carlos Arias Navarro le ofreció el Ministerio de Información y Turismo, tras la destitución de Pío Cabanillas (octubre de 1974). Pero Pérez-Embid rechazó el cargo porque había sufrido recientemente un infarto y no se encontraba con fuerzas suficientes para asumir esa responsabilidad. De hecho, falleció a los quince días.
Falleció en la madrugada del 23 de diciembre de 1974 en su domicilio de Madrid. Días antes, el 16 de diciembre por la noche, había ingresado en el Hospital Clínico, donde comprobaron que había sufrido un infarto. 

## Su época como director general de Bellas Artes
Florentino Pérez Embid fue director general de Bellas Artes en España desde 1968 hasta 1974, un periodo crucial en la vida cultural del país, marcado por tensiones políticas, esfuerzos por modernizar las instituciones artísticas y la búsqueda de reconocimiento y prestigio internacional para el arte español.
Una de sus primeras iniciativas como director fue una propuesta para acondicionar el Teatro Real de Madrid con el fin de convertirlo en un teatro de ópera, un proyecto que contó con el interés del vicepresidente Carrero Blanco y el apoyo de figuras del canto lírico como Montserrat Caballé y Teresa Berganza. Sin embargo, el proceso se vio ralentizado, llevando a una campaña mediática a favor de su transformación.
Otro enfoque significativo de su gestión fue la controvertida tentativa de repatriar Guernica, la emblemática obra de Pablo Picasso. Pérez Embid comenzó las gestiones en noviembre de 1968, argumentando el valor histórico y cultural de la obra, además de minimizar la percepción de la inclinación política del artista. Sin embargo, estas gestiones chocaron con la negativa de Picasso, quien se oponía a que su obra regresara a España mientras Franco estuviera en el poder.
A pesar de estos obstáculos, Pérez Embid logró algunos avances notables en el ámbito del arte contemporáneo. En 1968, el Museo Nacional de Arte Moderno se transformó en el Museo Español de Arte Contemporáneo, donde se encargó de buscar una sede adecuada para albergar obras del siglo XX, desvinculando las colecciones más antiguas, que se trasladaron al Museo del Prado.
Durante su periodo al frente, Pérez Embid también se enfrentó a crecientes tensiones con artistas contemporáneos, quienes criticaban los nuevos reglamentos sobre exposiciones nacionales y la falta de diálogo en la inclusión de artistas en las políticas culturales. Destacados como Eduardo Chillida, Antonio Saura y el Equipo Crónica, manifestaron su descontento y se negaron a participar en exposiciones nacionales, lo que evidenció la desconexión entre la dirección y el entorno artístico.
Además, impulsó la creación de la revista Bellas Artes, que se convirtió en un medio importante para la divulgación de actividades culturales, exposiciones y el arte contemporáneo. También facilitó la organización de eventos y exposiciones que celebraban tanto el arte clásico como el contemporáneo, destacándose exhibiciones en honor a figuras como Joaquim Mir y la conmemoración de los Reyes Católicos.
No obstante, a pesar de su empeño, su gestión se vio marcada por la escasez de recursos, deficiencias en la infraestructura museística y la falta de personal adecuado.
A finales de su mandato, Pérez Embid sufrió un infarto, lo que contribuyó a su deteriorado estado de salud y eventual salida del cargo.En resumen, su época como director general de Bellas Artes se caracterizó por esfuerzos significativos en la modernización de las instituciones culturales y el fomento del arte contemporáneo, a pesar de los desafíos políticos y artísticos que enfrentó en un periodo convulso de la historia de España.